# DSB MX sorozat
A DSB MX sorozat egy dán (A1A)(A1A) tengelyelrendezésű dízelmozdony-sorozat. A DSB üzemelteti. Összesen 45 db-ot készített belőle a Nydqist & Holm AB 1960 és 1962 között.

## Lásd még
- DSB MY sorozat